# ガストン・アルバレス
ペドロ・ガストン・アルバレス・ソーサ（Pedro Gastón Álvarez Sosa, 2000年3月24日 - ）は、ウルグアイ・セロ・ラルゴ県メロ出身のサッカー選手。サウジ・プロフェッショナルリーグ・アル・カーディシーヤFC所属。ポジションはDF。

## クラブ経歴
2019年にデフェンソール・スポルティングのトップチームに昇格。同年4月1日のラシン・クルブ・デ・モンテビデオ戦でプロデビュー。5月12日のリーベル・プレート・モンテビデオ戦でプロ初ゴールを記録。プロ1年目の同年シーズンは25試合2ゴールを記録。翌2020年シーズンは8試合の出場に終わり、2021年4月にボストン・リーベルに移籍。同年シーズンは19試合2ゴールを記録した。
2022年1月28日、ヘタフェCFに2021-22シーズン終了までのローン移籍で加入したことが発表された。
2024年8月19日、サウジ・プロフェッショナルリーグ・アル・カーディシーヤFCへ完全移籍することが発表された。

## 代表経歴
2017年から各ユース世代のウルグアイ代表でプレー。2019年にはペルーで開催されたパンアメリカン競技大会にU-22代表で出場した。